# Berliner Verkehrsbetriebe
Berliner Verkehrsbetriebe (BVG) er et offentligt ejet selskab, der forestår planlægning og drift af størstedelen af den kollektive trafik i den tyske delstat og hovedstad Berlin.
Således driver BVG byens U-Bahn, sporvogne og busser. Samlet befordrer BVG omkring 0,9 mia. passagerer årligt via sine 173 U-Bahn-stationer, 373 sporvognsstoppesteder og 2.611 busstoppesteder. Selskabet ejes 100% af delstaten Berlin og beskæftiger 10.900 ansatte (2010).
Fra 1984–1994 drev BVG i Vestberlin også Berlins forstadsbaner (som i dag ejes af Deutsche Bahn) og 1989–1992 tillige Berlins magnetbane. BVG er en del af Verkehrsverbund Berlin-Brandenburg.
Selskabet blev grundlagt i 1928 på initiativ fra daværende transportbyråd Ernst Reuter, som en sammenslutning af Gesellschaft für elektrische Hoch- und Untergrundbahnen in Berlin (Hochbahngesellschaft), Allgemeine Berliner Omnibus-Actien-Gesellschaft (ABOAG) og Berliner Straßenbahn-Betriebs-GmbH. Selskabet fik sit nuværende navn i 1938. BVG var under Berlins deling kun aktivt i Vestberlin; i 1992 blev selskabet slået sammen med sin pendant i Østberlin, BVB.